# Kilnave
Kilnave, schottisch-gälisch: Cill Néimh für „Néms Kirche“, ist eine kleine Ortschaft auf der schottischen Hebrideninsel Islay und liegt somit in der Council Area Argyll and Bute beziehungsweise der traditionellen schottischen Grafschaft Argyllshire. Das Dorf liegt im Nordwesten der Insel an der Westküste des Meeresarmes Loch Gruinart, etwa zwölf Kilometer nordwestlich von Bowmore, dem Hauptort der Insel, und 14 Kilometer nordöstlich von Port Charlotte. Kilnave ist über Nebenstraßen der A847, die Portnahaven über Port Charlotte mit der A846 in Bridgend verbindet, erreichbar.
Über den aus dem Gälischen stammenden Namen herrscht Unklarheit. So existieren mit Cill Naoimh (Kirche des Heiligen) und Cill Neimh (Nems Kirche) zwei mögliche Herleitungen.

## Geschichte
Wahrscheinlich war Kilnave bereits im 1. Jahrtausend ein Zentrum religiöser Aktivität. So wird ein stehendes Kreuz auf dem Friedhof der Kilnave Chapel auf das 5. Jahrhundert geschätzt. Es existieren jedoch keine Indizien für Vorgängerbauten oder Umfriedungen aus dieser Zeit. Wann die heutige Kapelle gebaut wurde, ist nicht überliefert. Das dort befindliche Keltenkreuz Kilnave Cross wird auf das 5. oder 12. Jahrhundert geschätzt. Nach der Schlacht von Gruinart sollen sich die unterlegenen Mitglieder des Clans MacLean in die Kapelle geflüchtet haben, welche sodann von Mitgliedern des siegenden Clans MacDonald in Brand gesteckt worden sein soll. Inwiefern die Flucht der MacLeans in die Kapelle tatsächlich stattgefunden hat, ist nicht geklärt. Hingegen erscheint die Zerstörung der Kapelle im Zusammenhang mit der Schlacht als gesichert.
Kilnave besteht heute nur noch aus wenigen bewohnten Häusern. Im Jahre 1841 wurden in dort noch 174 Personen gezählt, während es 1851 schon 228 Einwohner waren. Im aktuellen Zensus ist Kilnave nicht explizit aufgeführt.